# 沈璘慶
沈璘慶（1858年—1954年），初名岱雲，字鲁青，清朝政治人物。

## 生平
光绪戊子、己丑两科副举人，特用光禄寺署正，历署綦江縣知縣、綿州直隶州知州、補授馬邊廳同知，三品銜江西候補府，歷任江西吉安府知府、临江府知府，改指江蘇候補府，誥授通議大夫。

## 家庭
父亲沈葆楨，为其三子。
子五，沈恭、沈宽、 沈成栻、沈敏、沈惠清。